# Protracheoniscus malickyi
Protracheoniscus malickyi är en kräftdjursart som beskrevs av Helmut Schmalfuss 1979. Protracheoniscus malickyi ingår i släktet Protracheoniscus och familjen Trachelipodidae. Inga underarter finns listade i Catalogue of Life.